# Emilia Romagna Open

## Storia
L'Emilia Romagna Open è un torneo professionistico di tennis che si gioca su campi in terra rossa appartenente alle categorie ATP 250 maschile e WTA 250 femminile. Il torneo maschile si svolge sui campi del Tennis Club President di Montechiarugolo, cittadina alcuni chilometri a sud di Parma, in Italia, mentre il torneo femminile si tiene al Tennis Club Parma della città emiliana.
La prima edizione si è svolta nel 2021 con licenza valida per un solo anno, ed è stata inserita nel calendario in maggio tra gli Internazionali d'Italia e il Roland Garros. Il torneo è stato organizzato dalla MEF tennis events, azienda leader nella promozione di manifestazioni tennistiche in Italia, e nasce dall'esperienza maturata con i tornei Challenger maschili degli Internazionali di Tennis Emilia Romagna, le cui prime edizioni del 2019 e del 2020 si erano tenute sugli stessi campi di Montechiarugolo, e degli Internazionali di Tennis Città di Parma, inaugurati nel 2020 sul cemento indoor del PalaRaschi di Parma.

## Albo d'oro

### Singolare maschile
| Anno | Campione        | Finalista        | Punteggio |
| ---- | --------------- | ---------------- | --------- |
| 2021 | Sebastian Korda | Marco Cecchinato | 6–2, 6–4  |

### Doppio maschile
| Anno | Campioni                       | Finalisti                          | Punteggio |
| ---- | ------------------------------ | ---------------------------------- | --------- |
| 2021 | Simone Bolelli Máximo González | Oliver Marach Aisam-ul-Haq Qureshi | 6–3, 6–3  |

### Singolare femminile
| Anno | Categoria | Campionessa      | Finalista        | Punteggio     |
| ---- | --------- | ---------------- | ---------------- | ------------- |
| 2021 | WTA 250   | Coco Gauff       | Wang Qiang       | 6–1, 6–3      |
| 2022 | WTA 250   | Mayar Sherif (1) | Maria Sakkarī    | 7-5, 6-3      |
| 2023 | WTA 125   | Ana Bogdan       | Anna Schmiedlová | 7-5, 6-1      |
| 2024 | WTA 125   | Anna Schmiedlová | Mayar Sherif     | 7-5, 2-6, 6-4 |
| 2025 | WTA 125   | Mayar Sherif (2) | Victoria Mboko   | 6-4, 6-4      |

### Doppio femminile
| Anno | Categoria | Campionesse                              | Finaliste                        | Punteggio        |
| ---- | --------- | ---------------------------------------- | -------------------------------- | ---------------- |
| 2021 | WTA 250   | Coco Gauff Caty McNally                  | Darija Jurak Andreja Klepač      | 6–3, 6–2         |
| 2022 | WTA 250   | Anastasia Dețiuc Miriam Kolodziejová (1) | Arantxa Rus Tamara Zidanšek      | 1-6, 6-3, [10-8] |
| 2023 | WTA 125   | Dalila Jakupović Irina Chromačëva (1)    | Anna Bondár Kimberley Zimmermann | 6-2, 6-3         |
| 2024 | WTA 125   | Anna Danilina Irina Chromačëva (2)       | Ingrid Martins Elixane Lechemia  | 6-1, 6-2         |
| 2025 | WTA 125   | Jesika Malečková Miriam Škoch (2)        | Sabrina Santamaria Tang Qianhui  | 6-2, 6-0         |